# ハーシェルのぼうえんきょう座

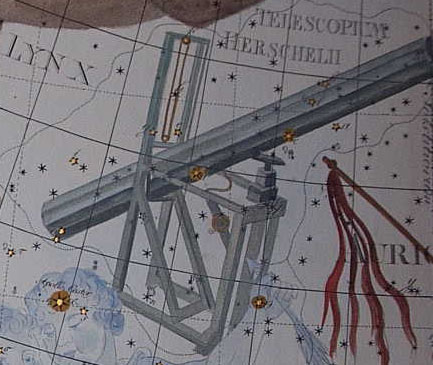
ヨハン・ボーデの星図に描かれた
ハーシェルのぼうえんきょう座

ハーシェルのぼうえんきょう座（ハーシェルのぼうえんきょうざ、ハーシェルの望遠鏡座、Telescopium Herschelii）は、ウィーン天文台の台長を務めたハンガリー王国の天文学者マクシミリアン・ヘルが1789年に作った星座の1つ。現在は使われていない。
ヘルは、ウィリアム・ハーシェルによる天王星の発見を記念して、天王星が観測されたおうし座の近くに2つの星座を設定した。 Tubus Herschelii Major と名付けられた1つは焦点距離6mの大型望遠鏡をモチーフとしてふたご座、やまねこ座、ぎょしゃ座の間に作られ、 Tubus Herschelii Minor と名付けられたもう1つは焦点距離2mの望遠鏡をモチーフとしてオリオン座とおうし座の間に作られた。ただし、不正確な描写のため、ヘルはこれらの望遠鏡を実際に見たことはなかったと考えられている。
のちにヨハン・ボーデは、1801年に刊行したウラノグラフィアの中で、ヘルが Tubus Herschelii Major を設定した領域に Telescopium Herschelii の名前で星座を設定した。ボーデはハーシェルから望遠鏡を購入したことがあるため、ハーシェルが天王星を発見したときに使用した2m級望遠鏡をモチーフとしてより正確な描写で星図を描いている。